# Ksawerów Stary
Ksawerów Stary (od lat 1970. do 1998 Ksawerów) – wieś sołecka w Polsce położona w województwie mazowieckim, w powiecie białobrzeskim, w gminie Stromiec. Przez miejscowość przepływa rzeczka Dyga, prawobrzeżny dopływ Pilicy.
| SIMC    | Nazwa  | Rodzaj    |
| ------- | ------ | --------- |
| 0638777 | Poręba | część wsi |

W latach 1975–1998 miejscowość administracyjnie należała do województwa radomskiego.
W 2015 roku odbyło się poświęcenia krzyża przydrożnego. W uroczystościach brały udział władze wsi oraz pobocznych miejscowości. Obecnie na wsi jest jeden sklep spożywczy oraz plac zabaw. Mieszkańcy wsi w 85% zajmują się uprawianiem roli. 
Wierni Kościoła rzymskokatolickiego należą do parafii św. Jana Chrzciciela w Stromcu.